# Espen Ruud
Espen Ruud (Porsgrunn, 26 februari 1984) is een Noors betaald voetballer die speelt als verdediger. Hij staat sinds 2008 onder contract bij de Deense club Odense BK, en kan ook als middenvelder uit de voeten.

## Interlandcarrière
Onder leiding van bondscoach Egil Olsen maakte Ruud zijn debuut voor het Noors voetbalelftal op 14 november 2009 in het oefenduel tegen Zwitserland (0-1). Hij viel in dat duel in de slotminuut in voor Per Ciljan Skjelbred van Rosenborg BK.

## Erelijst
Odd Grenland
- 1. divisjon

2008